# Trithemis palustris
Trithemis palustris is een libellensoort uit de familie van de korenbouten (Libellulidae), onderorde echte libellen (Anisoptera).
De wetenschappelijke naam Trithemis palustris is voor het eerst geldig gepubliceerd in 2009 door Damm & Hadrys.